# Raney Peak
Der Raney Peak ist ein symmetrischer und 2050 m hoher Berg im ostantarktischen Viktorialand. Er ragt zwischen dem Rim-Gletscher und dem Sprocket-Gletscher auf.
Das Advisory Committee on Antarctic Names benannte ihn 2007 nach der Physikerin Michele Eileen Raney (* 1951), die 1979 als erste Frau auf einer antarktischen Binnenlandstation auf der Amundsen-Scott-Südpolstation überwintert hatte.